# Лучинаско
Лучина̀ско (на италиански: Lucinasco; на лигурски: Luxinasco, Лужинаско) е село и община в Северна Италия, провинция Империя, регион Лигурия. Разположено е на 499 m надморска височина. Населението на общината е 280 души (към 2011 г.).